# 増永元也
増永 元也（ますなが げんや、1881年（明治14年）10月23日 - 1956年（昭和31年）7月5日）は、日本の官僚・政治家。衆議院議員。玄洋社社員。

## 経歴
福岡県八女郡福島町（現・八女市）に生まれる。1899年（明治32年）、福岡県中学修猷館、1902年（明治35年）、第五高等学校工科を経て、1906年（明治39年）、東京帝国大学工科大学電気工学科を卒業。
卒業後、逓信省鉄道作業局に入省し技師となり、1914年（大正3年）7月、逓信省鉄道作業局の後身である鉄道院より、鉄道に関する電気事業研究のため米国およびドイツに1年間留学。その後、鉄道院の後身である鉄道省の電気局通信課長を経て、1927年（昭和2年）5月16日に鉄道省電気局長に就任。
1937年（昭和12年）4月、第20回衆議院議員総選挙で福岡県第3区に立憲政友会から立候補し当選。1940年（昭和15年）7月に立憲政友会が解党後、1941年（昭和16年）9月に翼賛議員同盟が結成されるとこれに所属した。
代議士を務めたのは1期のみで、1942年（昭和17年）4月、第21回衆議院議員総選挙（翼賛選挙）の投票の当日、「南方派遣軍経済交通顧問」として福岡から飛行機でシンガポールに向かった。マレーとスマトラを統治する第25軍の嘱託（勅任待遇）として約1年間シンガポールに滞在した。この間、南方各地を回り、特にスマトラのトバ湖を利用した電源開発について調査、またスマトラ横断鉄道を着想した。
実業界においては、九州送電顧問、九州共同火力発電取締役、大同信号顧問などを歴任した。
1956年（昭和31年）7月5日午前4時45分、八女市の自宅で死去した。

## 著書
- 『電力国家管理法案成立の経過並に今後の対策』（電気日報社、1938年）
- 『東南アジアとその資源』（鱒書房、1952年）

## 親族
- 祖父 中村彦次（衆議院議員）[3]